# Bleek blauwtje
Het bleek blauwtje (Lysandra coridon) is een vlinder uit de familie Lycaenidae (kleine pages, vuurvlinders en blauwtjes).

## Verspreiding en leefgebied
Het bleek blauwtje komt algemeen voor in Centraal-Europa, op droge zure graslanden met een kalk- of krijtondergrond. Als zwerver en dwaalgast (meestal mannetjes) kan de vlinder ook weleens aangetroffen worden in Nederland en dan meer bepaald in Limburg. In België staat de vlinder op de Waalse Rode Lijst en is daar een zeer zeldzame standvlinder.

## Leefwijze
Waardplanten zijn paardenhoefklaver, kroonkruid en wikke.
De vliegtijd is van juni tot in september.

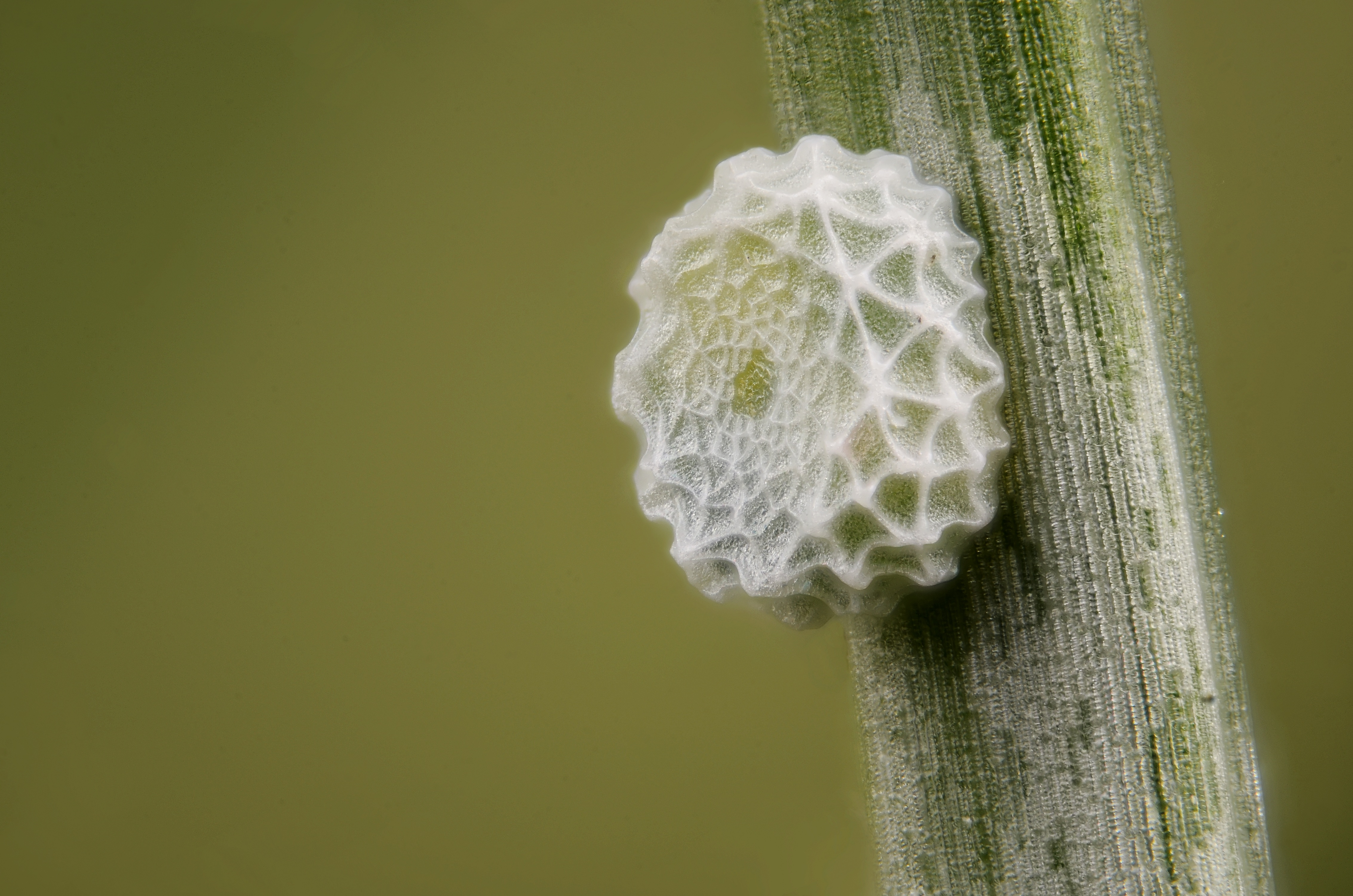
ei
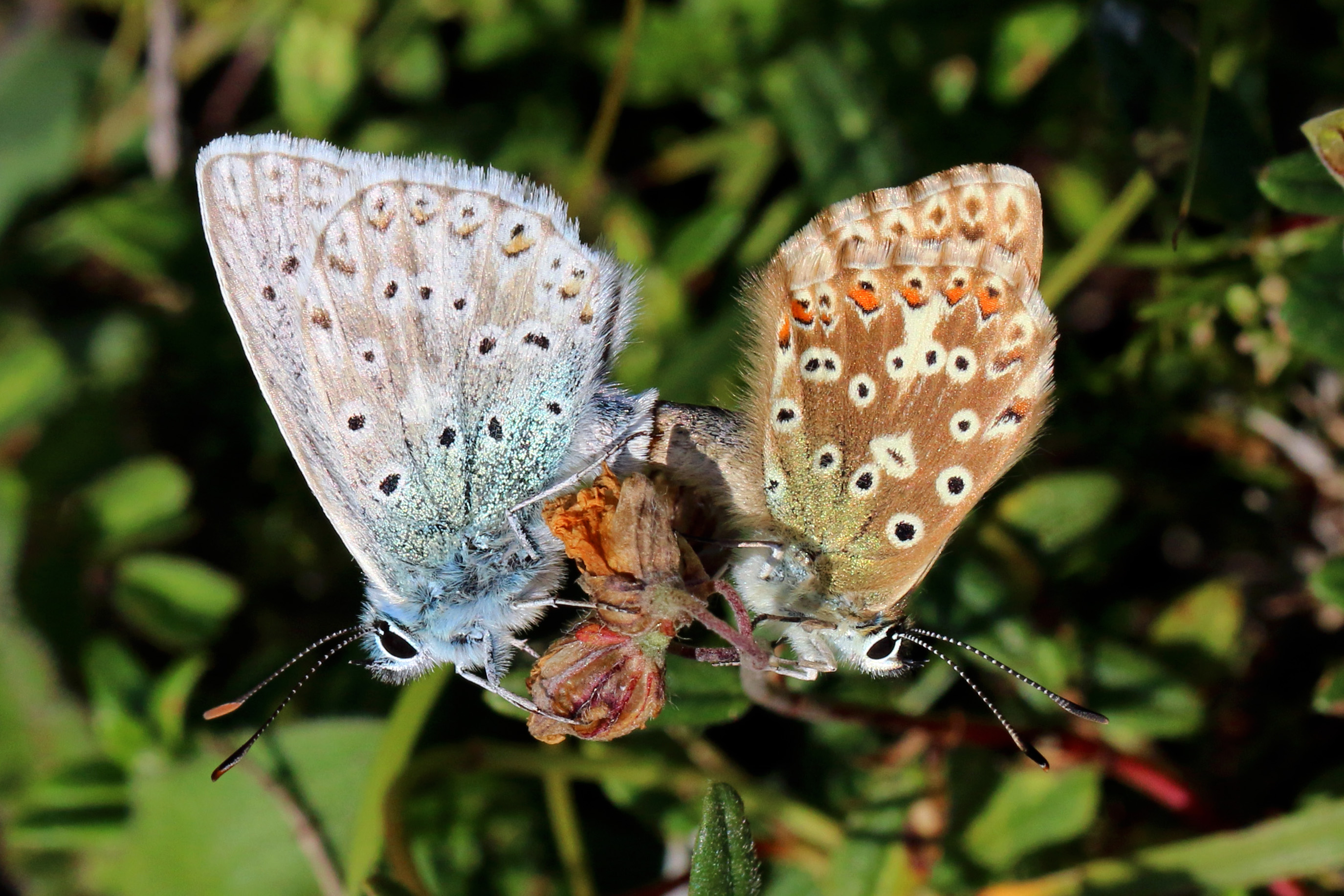
paring

## Synoniemen
Papilio corydon Denis & Schiffermüller, 1775, is dezelfde soort. Denis en Schiffermüller verwijzen naar Scopoli (Entomologia Carniolica; 1763), waar de naam op pagina 179 te vinden is als P. coridon, met een verwijzing naar Poda (Insecta Musei Graecensis).

## Ondersoorten
- Lysandra coridon coridon
- Lysandra coridon borussia (Dadd, 1908)
  - = Lysandra coridon jahontovi Wnukowsky, 1934
- Lysandra coridon asturiensis (De Sagarra, 1924)